# 双井駅
双井駅（そうせいえき）は、中華人民共和国北京市朝陽区に位置する北京地下鉄7号線・10号線の駅である。

## 駅構造
7号線・10号線共に、島式ホーム1面2線を有する地下駅。

## 駅周辺
- 双井郵便局
- 全聚徳
- 双井橋

## 歴史
- 2008年7月19日 - 10号線開業。
- 2019年12月28日 - 7号線開業。

## 隣の駅
北京地下鉄
■7号線
広渠門外駅 - 双井駅 - 九竜山駅
■10号線
国貿駅 - 双井駅 - 勁松駅